# تولستویه (استان بلگورود)
تولستویه (انگلیسی: Tolstoye, Belgorod Oblast) یک شهرک در بخش گوبکینسکی استان بلگورود کشور روسیه است.